# Tennistoernooi van Sydney 2009
|                                            |  |                                         |
| Jelena Dementjeva, winnares bij de vrouwen |  | David Nalbandian, winnaar bij de mannen |

Het tennistoernooi van Sydney van 2009 werd van 11 tot en met 17 januari 2009 gespeeld op de hardcourt-buitenbanen van het Olympic Park Tennis Centre in de Australische stad Sydney. De officiële naam van het toernooi was Medibank International. Het was de 117e editie van het toernooi.
Het toernooi bestond uit twee delen:
- WTA-toernooi van Sydney 2009, het toernooi voor de vrouwen
- ATP-toernooi van Sydney 2009, het toernooi voor de mannen

ATP-toernooi van Sydney – WTA-toernooi van Sydney

Toernooien sinds 1990:
1990 · 1991 · 1992 · 1993 · 1994 · 1995 · 1996 · 1997 · 1998 · 1999 · 2000 · 2001 · 2002 · 2003 · 2004 · 2005 · 2006 · 2007 · 2008 · 2009 · 2010 · 2011 · 2012 · 2013 · 2014 · 2015 · 2016 · 2017 · 2018 · 2019 · 2020 · 2021 · 2022